# Route des Estuaires

Route des Estuaires.

La route des Estuaires est un ensemble autoroutier, reliant  la Belgique à l'Espagne de façon continue sans passer par Paris. Ce nom lui a été donné car elle longe les quatre grands estuaires de la façade Manche-Atlantique, ceux de la Somme, de la Seine, de la Loire et de la Gironde. Sa longueur est de 1 256 km.

## Tracé
- A16 : A18 (autoroute belge)-Abbeville
- A28 : Abbeville-Saint-Saëns
- A29 : Saint-Saëns-Pont de Normandie-Beuzeville
- A13 : Beuzeville-Caen
- A84 : Caen-Rennes : autoroute gratuite
- N 137 : Rennes-A83 (Nantes)
- A83 : Nantes-Fontenay-le-Comte-Niort
  - A831 : Fontenay-le-Comte-Rochefort (Projet abandonné)
  - A837 : Rochefort-Saintes
- A10 : Niort-Saintes-Bordeaux
- A63 : Bordeaux-AP-8 (autoroute espagnole)

Une des antennes de la Route des Estuaires, prévue en 1993, était constituée par la 2x2 voies Sainte-Hermine - La Rochelle et l'A837 La Rochelle - Saintes. Abandonné en 1994, ce projet d'antenne a été remplacé en 1997 par le projet A831 Fontenay-le-Comte - Rochefort-sur-Mer, lui-même abandonné en juillet 2015 au profit d'un aménagement routier entre Fontenay-le-Comte et Rochefort via Marans.

## Historique
Le projet de route des Estuaires fut ardemment soutenu par la Chambre régionale de commerce et d'industrie de Bretagne, et notamment par son président de l'époque Alain de Gouville, afin de désenclaver la Bretagne vis-à-vis du reste de la France. À ce titre, ce projet s'inscrit dans la dynamique d'inter-régionalité qui s'est également manifestée dans d'autres projets (Arc atlantique, Conférence des régions périphériques maritimes, etc.).